# Universiteit van Bath
De Universiteit van Bath is een openbare universiteit in Bath, Somerset, Verenigd Koninkrijk. Het ontving van koningin Elizabeth II de royal charter tot status van universiteit in 1966. De oorsprong van deze onderwijsinstelling is echter ouder en terug te leiden naar de oprichting van de Merchant Venturers Technical College in 1886 (die op zijn beurt weer afstamt van de Society of Merchant Venturers uit 1595). 
De Universiteit van Bath valt onder de beste universiteiten in het VK en staat bekend om zijn expertise op het gebied van onderzoek en onderwijs. De universiteit is altijd academisch sterk geweest op het gebied van de natuurwetenschappen, wiskunde en technologie. Tegenwoordig geldt dit ook voor management, geesteswetenschappen, architectuur, farmacie, gezondheidswetenschappen, biomedische wetenschappen en sociale wetenschappen. De Universiteit van Bath is sinds de oprichting constant te vinden geweest in de top 15 van beste universiteiten in het Verenigd Koninkrijk. Het Research Excellence Framework, een onderzoek-effectevaluatie van Britse instellingen voor hoger onderwijs, typeert 87 procent van het onderzoek van de universiteit als world-leading. Door de Guardian werd de Universiteit van Bath in 2019 en 2020 beoordeeld als de op vijf na beste onderwijsinstelling van het land, volgend op de universiteiten van Cambridge, St. Andrews, Oxford, Loughborough en Durham . De University of Bath School of Management wordt zowel nationaal als internationaal beschouwd als een van de meest prestigieuze business schools. 
De wetenschappelijk staf en alumni die verbonden zijn (geweest) aan de universiteit van Bath. waaronder de Nederlands-Britse natuurkundige van Russische afkomst Andre Geim, hebben in totaal vier Nobelprijswinnaars opgeleverd. Bath alumni zijn zeer gewild onder firma's in het VK en daarbuiten. Grote bedrijven en instituten als Airbus, de Wereldbank, Nike, Ford en Rolls Royce werken dan ook nauw samen met de universiteit. 
Vooral na de laatste eeuwwisseling is de universiteit snel aan het groeien. In het studiejaar 2016/2017 studeerden 17.308 studenten aan de universiteit, van wie 13.051 studenten en 4.257 postdoctorale studenten. Ongeveer een derde hiervan zijn internationale studenten uit voornamelijk de Europese Unie, China (inclusief Hong Kong), India en Maleisië.  
Het ceremoniële hoofd (chancellor) van de universiteit is prins Edward van Wessex. Hij werd officieel geïnstalleerd als de vijfde kanselier van de universiteit tijdens een formele ceremonie in Bath Abbey op 7 november 2013.

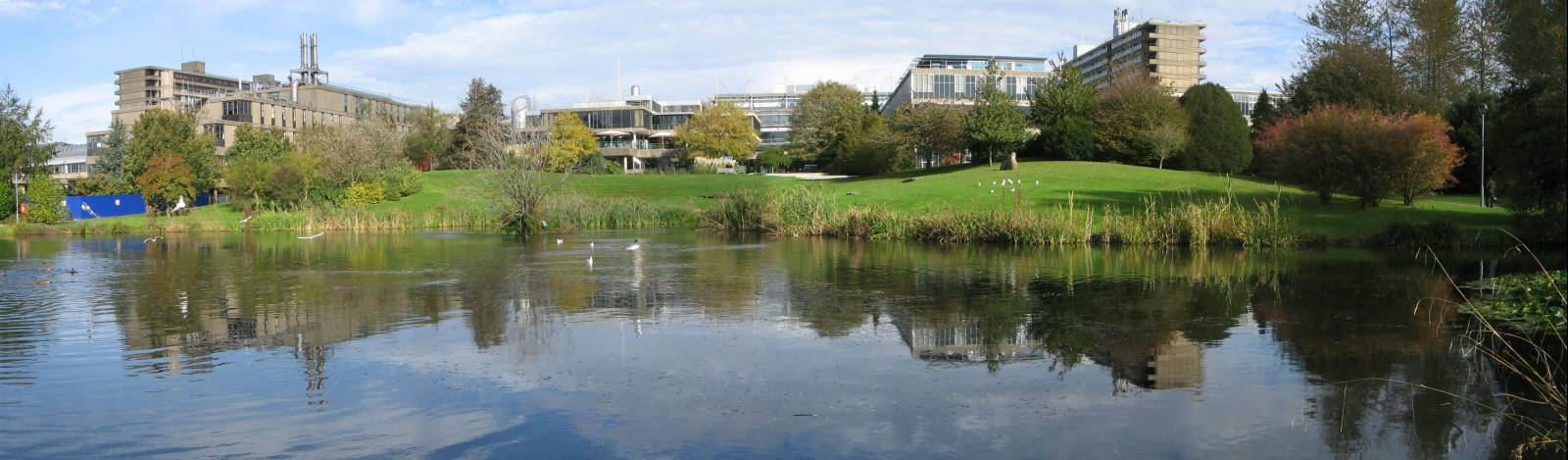
Zicht op Claverton Down, hoofdcampus universiteit van Bath

De hoofdcampus van de universiteit bevindt zich op Claverton Down, een locatie met uitzicht op de werelderfgoed stad Bath, en is speciaal hiervoor gebouwd. Op het logo van de universiteit staat het hoofd van een Gorgo, dat is ontleend aan een Romeins beeldhouwwerk dat in de stad Bath is gevonden.